# 中洛錫安 (馬里蘭州)
中洛錫安（英語：Midlothian）是位於美國馬里蘭州亞利加尼縣的一個普查規定居民點。

## 人口
根據2020年美國人口普查的數據，中洛錫安的面積為1.80平方千米，當中陸地面積為1.80平方千米，而水域面積為0.00平方千米。當地共有人口352人，而人口密度為每平方千米195.56人。